# Shane
Shane (en Hispanoamérica, Shane, el desconocido; en España, Raíces profundas) es una película estadounidense de 1953 del género de western basada en la novela homónima de 1949, escrita por Jack Schaefer. La película fue dirigida por George Stevens,   con Alan Ladd encarnando al protagonista y Jack Palance como el villano.
La película Shane fue galardonada con el premio Oscar de 1954 a la mejor fotografía en color, y fue candidata a otros cinco premios Oscar. También recibió el premio NBR 1953 al mejor director.
En 1993, Shane fue incluida entre los filmes que preserva el National Film Registry (Registro Nacional de Filmes) de la Biblioteca del Congreso de Estados Unidos, por ser considerada «cultural, histórica o estéticamente significativa». Forma parte del AFI's 10 Top 10 en la categoría "Western", del AFI's 100 años... 100 películas y su versión actualizada, del AFI's 100 años... 100 inspiraciones. Shane forma parte del AFI's 100 años... 100 héroes y villanos (héroe # 16) y la frase "Shane. Shane. ¡Vuelve!" es una de las 100 frases del AFI.

## Argumento
Shane, un pistolero errante, llega a una granja donde vive el matrimonio Starrett y su hijo. Al principio el matrimonio lo recibe de manera amable, dejándole que tome agua de su pozo, pero cuando ven que se acercan otros hombres a caballo creen que Shane es una avanzadilla de un grupo agresor, así que el marido, Joe Starrett, le obliga a irse apuntándole con el rifle con el que su hijo jugaba unos momentos antes. Shane se marcha sin buscar pelea, pero al poco tiempo regresa y con su sola presencia intimida a los jinetes. Finalmente se gana la confianza de Starrett, lo ayuda a quitar una vieja raíz de árbol (de allí el título en español, además de varias referencias en el guion). Shane sostiene largas conversaciones con el pequeño Joey, especialmente sobre el manejo de las armas de fuego, e intenta cambiar su vida errante transformándose en granjero como Starrett, pero por distintas razones no puede torcer su destino.
El tema central de la película es el clásico en el género western: la pugna entre un terrateniente que cree tener derecho a adueñarse de toda la tierra, y modestos granjeros que se instalan y parcelan pequeñas porciones de terreno; uno y otros se baten en una guerra por el derecho a la tierra. Además de este tema está el amor platónico que surge entre la señora Starrett y el  pistolero errante, más la adoración que el pequeño Joey, el hijo de los Starrett, siente por este.
Tras una secuela de vivencias, la escena culminante de la película es un duelo que enfrenta al terrateniente Rufus Ryker, su hermano Morgan y un temible pistolero que han contratado, que responde al nombre de Wilson (Jack Palance), contra Shane. En un formidable duelo final, en el que Morgan, emboscado, hiere a Shane, este se salva gracias a la advertencia del pequeño Joey y termina matando a Wilson, Shane, aunque victorioso, entiende que otra vez debe volver a los caminos, y abandona el pueblo cabalgando lentamente, herido y con el brazo izquierdo colgando al costado, mientras el pequeño Joey intenta retenerlo a gritos, diciéndole que todos le quieren, le aprecian y que no se vaya.

## Reparto
- Alan Ladd: Shane
- Jean Arthur: Marian Starrett
- Van Heflin: Joe Starrett
- Brandon De Wilde: Joey Starrett
- Jack Palance: El pistolero Jack Wilson
- Ben Johnson: Chris Calloway
- Edgar Buchanan: Fred Lewis
- Emile Meyer: Rufus Ryker
- Elisha Cook Jr.: Stonewall Torrey
- John Dierkes: Morgan Ryker

## Comentarios
Shane está considerado como uno de los western clásicos de la historia del cine, y el teórico argentino Ángel Faretta considera que es el primer western "autorreferencial", en el que los personajes ya se saben parte de una mitología particular.
Clint Eastwood se inspiró en esta película para su filme El jinete pálido.
El tema The pros and cons of Hitch Hiking,  del músico inglés Roger Waters, incluye en los instantes finales el famoso grito de Joey intentando retener a Shane.